# Онтонагон (окръг, Мичиган)
Окръг Онтонагон (на английски: Ontonagon County) е окръг в щата Мичиган, Съединени американски щати. Площта му е 9689 km², а населението – 7818 души (2000). Административен център е град Онтонагон.